# Aleja Wojska Polskiego w Częstochowie
Aleja Wojska Polskiego – aleja w Częstochowie, od węzła z ul. Warszawską będąca częścią drogi krajowej nr 91. Na odcinku pomiędzy aleją Jana Pawła II a ulicą Bugajską jest również fragmentem drogi krajowej nr 46. Aleja w całości jest dwujezdniowa. Jest najdłuższą ulicą w Polsce.
W czasach PRL, do grudnia 1985 roku, była częścią drogi państwowej nr 16 oraz międzynarodowej E16. Do 2021 roku była częścią drogi krajowej nr 1. Numeracja fragmentu drogi na północ od węzła z ulicą Warszawską była niejasna – po oddaniu do użytku autostrady A1, zarekomendowano wyłączenie tego fragmentu z sieci dróg krajowych, co spotkało się z negatywną opinią Rady Miasta. Ostatecznie w rozporządzeniu Ministra Infrastruktury z dnia 9 lutego 2023 r. odcinek ten zachował oznaczenie drogi krajowej nr 1, z adnotacją że nie stanowi on zasadniczego przebiegu trasy. 1 stycznia 2025 roku, na mocy rozporządzenia Ministra Infrastruktury z 11 września 2024 r., straci kategorię drogi krajowej.

## Opis
Długość alei wynosi 15,5 km, co czyni ją najdłuższą ulicą w Polsce. Numeracja posesji rozpoczyna się na południu. Północna część alei, do wiaduktu pod ulicą Warszawską, przebiega przez tereny niezabudowane. Wzdłuż środkowego odcinka alei znajdują się głównie obiekty handlowo-usługowe (na przykład Galeria Jurajska) oraz parki. Południowa część alei, od skrzyżowania z ulicą Rejtana, przebiega przez gęsto zabudowane dzielnice.
Jest to droga o dużym natężeniu ruchu. Według szacunków z 2014 roku, w okolicach węzła z aleją Jana Pawła II codziennie przejeżdżało około 45 tysięcy samochodów. W 2020 roku, po oddaniu do użytku częstochowskiego odcinka autostrady A1, natężenie ruchu ukształtowało się na poziomie około 17 tysięcy pojazdów na dobę.

## Przynależność administracyjna
Pod względem administracyjnym aleja przynależy do wielu dzielnic, na kilku fragmentach przebiega po niej granica między nimi. Patrząc od strony północnej aleja przebiega kolejno przez:
- Wyczerpy-Aniołów, częściowo po granicy z Północą i Tysiącleciem[b][12],
- Zawodzie-Dąbie, częściowo po granicy ze Starym Miastem,
- Ostatni Grosz,
- po granicy Rakowa z Wrzosowiakiem,
- Błeszno.

## Historia
Aleja została wybudowana w latach 1973–1976 jako fragment gierkówki. Północna część alei została wytyczona w nowym śladzie, podobnie jak cały odcinek trasy z Częstochowy do Piotrkowa Trybunalskiego. Z kolei południowy odcinek drogi (od skrzyżowania z ulicą Rejtana) poprowadzony został w dużej mierze z wykorzystaniem wcześniej istniejących ulic. Uroczyste otwarcie alei oraz nadanie nazwy miało miejsce 12 października 1976 roku.
W grudniu 2011 roku oddano do użytku węzeł z ulicą Makuszyńskiego ułatwiający dojazd do alei Wojska Polskiego z dzielnicy Północ. W latach 2013–2014 przebudowano skrzyżowanie z aleją Jana Pawła II. W miejscu jednopoziomowego skrzyżowania z sygnalizacją świetlną wybudowano węzeł drogowy.
W sierpniu 2021 roku rozpoczęła się gruntowna przebudowa odcinka alei o długości 5,5 km, obejmująca między innymi wybudowanie dwóch dwupoziomowych skrzyżowań (z ulicą Legionów oraz z ulicami Krakowską i Rejtana) oraz przebudowę estakady na Rakowie. Przebudowana droga w większości została oddana do użytku 21 lutego 2024 roku.